# Ängsnäbbfluga
Ängsnäbbflugan (Rhingia campestris) är en blomfluga som tillhör släktet näbblomflugor som har en väldigt karakteristisk utstickande "näbb".

## Kännetecken
Ängsnäbbflugan är en medelstor blomfluga med en längd på  8 till 11 millimeter (näbb inräknad). Den känns lätt igen på den långa utstickande näbben. Ansiktet, antennerna och bakkroppen domineras av orange färg medan ryggskölden är svartglänsande. Näbben är mer än dubbelt så lång som antennerna vilket skiljer den från skogsnäbbflugan. En annan detalj som skiljer ängsnäbbflugan från skogsnäbbfluga är att antennborsten saknar behåring.

## Levnadssätt
Ängsnäbbflugan trivs bäst i fuktiga miljöer som våtmarker, fuktiga ängsmarker och löv- och blandskogar. Den håller gärna till i närheten av marker som betas av nötkreatur. Det beror på att larverna utvecklas framför allt i blöt kospillning, men de kan även utvecklas i annan djurspillning. Äggen läggs på grässtrån rakt ovanför spillningen och larverna faller efter kläckningen ner på spillningen och borrar sig ner i den. De vuxna flugorna ses på olika blommor. Med sin långa näbb kan den suga nektar från blommor som andra blomflugor har svårt att komma åt, till exempel humleblomster, men även många andra blommor. Flygtiden varar från början av maj till mitten av september.

## Utbredning
Ängsnäbbfluga är vanlig i Götaland och Svealand men finns även i större delen av Norrland. Den finns i hela norra Europa utom på Island. Den finns i större delen av övriga Europa och österut genom Sibirien bort till Stilla havet.

## Etymologi
Campestris betyder fält på latin. 